# Cepolidae
Se procura a família de gastrópodes, veja Cepolidae (gastrópodes).
Cepolidae é uma família de peixes da subordem Percoidei, superfamília Cepoloidea.

## Géneros e espécies
Existem 23 espécies em cinco géneros:
- Género Acanthocepola
  - Acanthocepola abbreviata (Valenciennes, 1835)
  - Acanthocepola indica (Day, 1888)
  - Acanthocepola krusensternii (Temminck & Schlegel, 1845)
  - Acanthocepola limbata (Valenciennes, 1835)
- Género Cepola
  - Cepola australis (Ogilby, 1899)
  - Cepola haastii (Hector, 1881)
  - Cepola macrophthalma (Linnaeus, 1758)
  - Cepola pauciradiata (Cadenat, 1950)
  - Cepola schlegelii (Bleeker, 1854)
- Género Owstonia
  - Owstonia dorypterus (Fowler, 1934)
  - Owstonia grammodon (Fowler, 1934)
  - Owstonia maccullochi (Whitley, 1934)
  - Owstonia pectinifer (Myers, 1939)
  - Owstonia sarmiento Liao, Reyes & Shao, 2009
  - Owstonia totomiensis (Tanaka, 1908)
  - Owstonia weberi (Gilchrist, 1922)
- Género Pseudocepola
  - Pseudocepola taeniosoma (Kamohara, 1935)
- Género Sphenanthias
  - Sphenanthias macrophthalmus (Fourmanoir, 1985)
  - Sphenanthias nigromarginatus (Fourmanoir, 1985)
  - Sphenanthias sibogae Weber, 1913
  - Sphenanthias simoterus (Smith, 1968)
  - Sphenanthias tosaensis (Kamohara, 1934)
  - Sphenanthias whiteheadi Talwar, 1973